# 조지핀 데커
조지핀 데커(영어: Josephine Decker, 1981년 4월 2일 ~ )는 미국의 영화 감독, 배우이다.

## 작품 목록

### 감독
- Naked Princeton (2005, 단편)
- 바이더웨이 (2008, 다큐; 공동연출)
- Where Are You Going, Elena? (2009, 단편)
- Squeezebox (2010, 단편 다큐)
- Me the Terrible (2012, 단편)
- 버터 온 더 래치 (2013)
- 마일드 앤 러블리 (2014)
- 플레임스 (2017)
- 매들린스 매들린 (2018)
- 셜리 (2020)
- 더 스카이 이즈 에브리웨어 (미정)